# Protichneumon chinensis
Protichneumon chinensis är en stekelart som först beskrevs av Tohru Uchida 1937.  Protichneumon chinensis ingår i släktet Protichneumon och familjen brokparasitsteklar. Inga underarter finns listade i Catalogue of Life.